# Мікгаузен
Мікгаузен (нім. Mickhausen) — громада в Німеччині, знаходиться в землі Баварія. Підпорядковується адміністративному округу Швабія. Входить до складу району Аугсбург. Складова частина об'єднання громад Штауден.
Площа — 15,48 км2. Населення становить 1449 ос. (станом на 31 грудня 2020).